# أسايس (إقليم تارودانت)
أسايس هي جماعة قروية في إقليم تارودانت بجهة سوس ماسة جنوب المغرب. وهي تضم 6838 نسمة، حسب الإحصاء العام للسكان والسكنى لسنة 2014.

## دواوير الجماعة
- دوار اسايس
- دوار أيت معروف
- دوار أيت الديا
- دوار أيت السين
- دوار أيت والمان
- دوار أيت عمران
- دوار أسكا
- دوار تلموضعت
- دوار اكلزي
- دوار فتفراوت
- دوار تكويامت
- دوار تزكي
- دوار تمنوط نوفلا
- دوار تمنوط نيزدار
- دوار أيت سادن
- دوار تكشتامت
- دوار تاكموت
- دوار مزواض
- دوار تنيدر
- دوار أتوغا
- دوار إهوكارن
- دوار تزونت
- دوار تسليت
- دوار ترسال
- دوار ازكر
- أيت عشت

## التعليم
قائمة المؤسسات التعليمية في جماعة أسايس:
- مجموعة مدارس أيت عيشت (المركزية: أيت عيشت / الوحدات: إهوكارن - تزونت - تسليت)
- مجموعة مدارس سيروا (المركزية: أيت معروف / الوحدات: ترسال - أيت عمران - أسكا - أيت والمان)
- مجموعة مدارس الفراهيدي (المركزية: تمنوط نوفلا / الوحدات: تمنوط نزدار - تكويامت - تزكي - تكوشتامت - أيت سادن)
- مجموعة مدارس عمرو بن العاص (المركزية: تنيدر / الوحدات: تاكموت - مزواض - أتوغا)

## الصحة
تتوفر جماعة أسايس على مركز صحي في مركز الجماعة قرب السوق. ومركز صحي في دوار تنيدر.

## النقل والطرق
- الطريق من مدينة تالوين إلى غاية مركز جماعة أسايس هي طريق معبدة، وتستمر الطريق المعبدة من مركز جماعة أسايس إلى غاية دوار أيت والمان.
- الطريق الرابطة بين دواوير أيت عمران - أسكا - تكويامت - تزكي هي طريق غير معبدة
- الطريق الرابطة بين دواوير تاكموت - مزواض - تنيدر - أتوغا هي طريق غير معبدة
- الطريق الرابطة بين دوار تمنوط نزدار و دوار أيت سادن هي طريق غير معبدة
- طريق دوار تمنوط نوفلا هي طريق غير معبدة
- طريق دوار ترسال غير معبدة
- طريق دوار تسليت غير معبدة
- طريق دوار إهوكارن غير معبدة
- طريق دوار تزونت غير معبدة